# کاترین (بازی ویدئویی)
کاترین (به ژاپنی: キャサリン Kyasarin) یک بازی ویدئویی به سبک سکوبازی معمایی و ماجراجویی که توسط تیم اطلس پرسنا توسعه یافته و شرکت اطلس آن را برای کنسول‌های پلی‌استیشن ۳ و ایکس‌باکس ۳۶۰ منتشر کرده‌است. این اولین بازی توسعه یافته داخلی توسط شرکت اطلس برای نسل هفتم کنسول‌ها در کیفیت بالا است که طبق گفته‌های شیگنوری سوجیما طراح شخصیت‌ها، بازی دارای مسائل بالغ‌گرای بیشتری نسبت به عناوین قبلی است و به عنوان یک بازی رایانه‌ای با درجه سنی بالغ در نظرگرفته شده‌است. کاترین ابتدا ۱۷ فوریه ۲۰۱۱ در ژاپن و ۲۶ ژوئیه ۲۰۱۱ در آمریکای شمالی منتشر شد، و در تاریخ ۱۰ فوریه ۲۰۱۲ توسط دیپ سیلور این بازی در اروپا نیز منتشر گردید. نسخهٔ سیستم‌عامل مایکروسافت ویندوز با پسوند کاترین کلاسیک توسط سگا در سال ۲۰۱۹ منتشر شد. نسخه‌ای گسترش یافته نیز تحت عنوان کاترین: تمام بدن در فوریه ۲۰۱۹ برای پلی‌استیشن ۴ و پلی‌استیشن ویتا، و ژوئیه ۲۰۲۰ برای نینتندو سوئیچ در دسترس قرار گرفت، که نسخه ویتا به‌طور انحصاری در ژاپن عرضه شد.

## شخصیت‌ها
- وینسنت بروکس (به ژاپنی: ヴィンセント・ブルックス Vinsento Burukkusu) شخصیت اصلی داستان یک مهندس کامپیوتر ۳۲ ساله.
- کاترین (به ژاپنی: キャサリン Kyasarin)
- کاترین مکبراید (به ژاپنی: キャサリン・マクブライド Kyasarin Makuburaido)
- ارلاندو
- جاناتان
- توبی
- اریکا

## بازتاب‌ها
| گردآورنده  | امتیاز                                                     |
| ---------- | ---------------------------------------------------------- |
| گیم‌رنکینگز | (پی‌اس۳) ۷۸٫۴٪ (۳۶۰) ۸۳٫۰۰٪                                 |
| متاکریتیک  | PS3: ۷۹/۱۰۰ X360: ۸۲/۱۰۰ PC: ۸۰/۱۰۰ PS4: ۸۱/۱۰۰ NS: ۸۰/۱۰۰ |

| ناشر         | امتیاز    |
| ------------ | --------- |
| وان‌آپ.کام    | A         |
| یوروگیمر     | ۹/۱۰      |
| گیم اینفورمر | ۷/۱۰      |
| گیم‌پرو       | 4/5 ستاره |
| گیم‌اسپات     | ۸٫۵/۱۰    |
| گیم‌تریلرز    | ۷٫۸/۱۰    |
| آی‌جی‌ان       | ۹/۱۰      |
| ام! گیمز     | ۸۹/۱۰۰    |

بازی کاترین عموماً مورد تقدیر منتقدان قرار گرفت و با میانگین امتیاز ۸۲ و ۷۹ از ۱۰۰ به ترتیب برای کنسول‌های ایکس‌باکس ۳۶۰ و پلی‌استیشن ۳ در وبگاه متاکریتیک قرار دارد.